# Apocheiridium pinium
Apocheiridium pinium är en spindeldjursart som beskrevs av Kuniyasu Morikawa 1953. Apocheiridium pinium ingår i släktet Apocheiridium och familjen dvärgklokrypare. Inga underarter finns listade i Catalogue of Life.